# Via (Automarke)
Via war eine britische Automobilmarke, die 1909–1910 von der Norburys Ltd. in Manchester gebaut wurde.
Es gab drei Modelle. Alle hatten Blockmotoren mit zwei, vier oder sechs Zylindern. Die Hubräume waren 1.069 cm³, 2.138 cm³ und 3.206 cm³.

## Quelle
David Culshaw & Peter Horrobin: The Complete Catalogue of British Cars 1895–1975. Veloce Publishing plc. Dorchester (1997). ISBN 1-874105-93-6